# Pateoris
Pateoris es un género de foraminífero bentónico de la subfamilia Miliolinae, de la familia Miliolidae, de la superfamilia Milioloidea, del suborden Miliolina y del orden Miliolida. Su especie tipo es Quinqueloculina subrotunda hauerinoides. Su rango cronoestratigráfico abarca el Holoceno.

## Clasificación
Pateoris incluye a las siguientes especies:
- Pateoris cedrosensis
- Pateoris dispar
- Pateoris philippinensis
- Pateoris suborbicularis

Otras especies consideradas en Pateoris son:
- Pateoris colnettensis, de posición genérica incierta
- Pateoris dissidens, de posición genérica incierta
- Pateoris pulpitoensis, de posición genérica incierta
- Pateoris secasensis, de posición genérica incierta
- Pateoris solida, de posición genérica incierta
- Pateoris hauerinoides, considerado sinónimo posterior de Miliolinella subrotunda